# ایتان توماس
ایتان توماس (انگلیسی: Etan Thomas؛ زادهٔ ۱ آوریل ۱۹۷۸) بازیکن بسکتبال اهل ایالات متحده آمریکا است.

## حرفه
از باشگاه‌هایی که در آن بازی کرده‌است می‌توان به واشینگتن ویزاردز، اکلاهما سیتی تاندر، و آتلانتا هاوکس اشاره کرد.